# Mona (cieśnina)
Mona (ang. Mona Passage, hiszp. Canal de la Mona) – cieśnina między wyspami Haiti i Portoryko, w Wielkich Antylach. Łączy Morze Karaibskie z Oceanem Atlantyckim. Szerokość - 120 km. Przez cieśninę Mona prowadzi ważna trasa morska wiodąca z Atlantyku w kierunku Kanału Panamskiego i dalej Pacyfiku. Uważana jest za trudną do nawigowania. W cieśninie znajdują się trzy wyspy: Mona, leżąca niemal dokładnie pośrodku cieśniny, Monito 5 km na północny wschód od Mony, oraz Desecheo, leżąca 50 km na północny wschód od Mony a 21 km na zachód od wybrzeży Portoryko.